# Magnus Lund
Pour les articles homonymes, voir Lund.

a Compétitions nationales et continentales officielles uniquement.

b Matchs officiels uniquement.
Dernière mise à jour le 25 septembre 2017.
Magnus Burnett Lund, né le 25 juin 1983 à Manchester, est un joueur international anglais de rugby à XV. Il évolue au poste de troisième ligne aile.

## Biographie
Né à Manchester, il est le fils de Morten Lund, joueur international norvégien de basket-ball, et de son épouse Ena. Son père a passé une partie de sa carrière en Angleterre, étudiant à Manchester, jouant en Angleterre avant de retourner en Norvège. Contrairement à son frère Erik, Magnus est devenu professionnel rapidement. 
Il évolue avec le club de Sale en Premiership avant de rejoindre la France et le Biarritz olympique. Il est rejoint par son frère en 2010-2011. Après six saisons au BO, son contrat n'est pas renouvelé. Il retrouve Sale pour trois saisons.
En novembre 2009, il est sélectionné avec l'équipe XV Europe pour affronter les Barbarians français  au Stade Roi Baudouin à Bruxelles à l'occasion du 75e anniversaire de la FIRA – Association européenne de rugby. Les Baa-Baas l'emportent 26 à 39.

## Carrière

### En club
- 2002-2008 : Sale Sharks  Angleterre
- 2008-2014 : Biarritz olympique  France
- 2014-2017 : Sale Sharks  Angleterre

### En équipe nationale
Il a honoré sa première cape internationale en équipe d'Angleterre le 11 juin 2006 contre l'équipe d'Australie.

## Palmarès

### En club
- Champion d'Angleterre : 2006
- Vainqueur du challenge européen : 2005
- Vainqueur de la coupe d'Angleterre : 2004
- Vainqueur du trophée des champions : 2006

### En équipe nationale
- 10 sélections en équipe d'Angleterre depuis 2006
- 1 essai (5 points)
- Sélections par année : 4 en 2006, 6 en 2007
- Tournoi des Six Nations disputé : 2007
- Équipe d'Angleterre - de 21 ans
- Équipe d'Angleterre - de 19 ans : participation à la coupe du monde 2002 en Italie
- Équipe d'Angleterre - de 18 ans
- Équipe d'Angleterre - de 16 ans